# Єпархія Лугожа
Єпархія Лугожа (лат. Eparchia Lugosiensis, рум. Eparhia de Lugoj) — єпархія Румунської греко-католицької церкви з центром у місті Лугож, Румунія. Єпархія Лугожа входить у митрополію Фаґараша і Альба-Юлії.

## Історія

Територія єпархії знаходиться на заході країни

26 листопада 1853 року Папа Римський Пій IX видав буллу «Apostolicum Ministerium», якою заснував Лугозьку єпархію для вірних Румунської греко-католицької церкви.

## Сучасний стан
Єпархія об'єднує парафії на заході Румунії. У 1995—2023 роках єпархію очолював єпископ Александру Месьян. Катедральний собор єпархії — церква Зіслання Святого Духа.
За даними на 2016 рік єпархія Лугожа нараховувала: 99 000 вірних, 149 парафій і 128 священиків.

## Ординарії
- Александру Добра (16 листопада 1854 — 13 квітня 1870)
- Йоан Олтеану (29 листопада 1870 — 16 вересня 1873)
- Віктор Михали де Апша (21 грудня 1874 — 18 березня 1895)
- Деметріу Раду (3 грудня 1896 — 25 червня 1903)
- Васіле Хоссу (25 червня 1903 — 16 грудня 1911)
- Валеріу Траян Френціу (14 грудня 1912 — 25 лютого 1922)
- Александру Ніколеску (25 лютого 1922 — 29 серпня 1936)
- Йоан Белан (29 серпня 1936 — 2 серпня 1959)
  - Sede vacante (1959—1990)
- Йоан Плоскару (14 березня 1990 — 20 листопада 1995)
- Александру Месьян (20 листопада 1995 — 11 березня 2023)